# Піт Бельфей
Жозéф Жан-Батíст Едуáр П'єр Бельфéй, відомий як Піт Бельфей (фр. Joseph Jean-Baptiste Édouard Pierre "Pete" Bellefeuille, також відомий за прізвиськом «Летючий француз» (англ. "The Fleeting Frenchman") 16 жовтня 1900, Труа-Рів'єр — 14 липня 1970, Труа-Рів'єр) — канадський хокеїст, що грав на позиції крайнього нападника.

## Ігрова кар'єра
Професійну хокейну кар'єру розпочав 1925 року.
Протягом професійної клубної ігрової кар'єри, що тривала 8 років, захищав кольори команд «Торонто Сент-Патрікс», «Торонто Мейпл-Ліфс» та «Детройт Кугарс».
Усього провів 92 матчі в НХЛ.